# Carlo Rezzonico der Jüngere

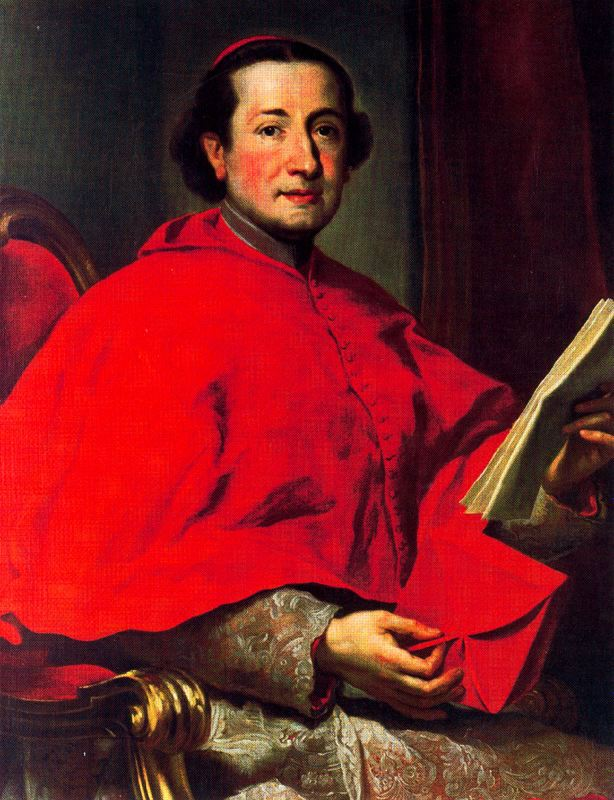
Carlo Kardinal Rezzonico (der Jüngere) (Ölgemälde von Anton Raphael Mengs von 1761)

Kardinalswappen

Carlo Rezzonico der Jüngere (* 25. April 1724 in Venedig; † 26. Januar 1799 in Rom) war ein Kardinal der römisch-katholischen Kirche.

## Leben
Rezzonico wird der Jüngere genannt, um ihn von seinem Onkel Papst Clemens XIII. zu unterscheiden, der auch den Namen Carlo Rezzonico trug. 1748 startete er seine kirchliche Laufbahn als Referent an der Apostolischen Signatur. Im Konsistorium von September 1758 kreierte Clemens XIII. ihn zum Kardinal in pectore, was Anfang Oktober d. J. veröffentlicht wurde. Kardinal Rezzonico diente im Pontifikat seines Onkels als Vizekanzler der Heiligen Römischen Kirche (1758–1763) und als Camerlengo der Heiligen Römischen Kirche (1763–1799). Camerlengo blieb er auch  in den beiden nachfolgenden Pontifikaten. Zudem amtierte der Kardinal 22 Jahre lang bis zu seinem Tode als Sekretär der Kongregation der römischen und allgemeinen Inquisition (1777–1799).
Er wurde am 15. März 1773 zum Kardinalbischof von Sabina ernannt. Sein Vorgänger als Kardinalbischof von Sabina, Giovanni Francesco Albani, spendete ihm sechs Tage später in San Marco in Rom die Bischofsweihe. Mitkonsekratoren waren die Kurienerzbischöfe Orazio Mattei und Giuseppe Maria Contesini. Am 29. Januar 1776 wurde er zum Bischof von Porto-Santa Rufina ernannt, im selben Jahr wurde Rezzonico Kardinalsubdekan. Als Kardinalkämmerer beteiligte er sich am Konklave von 1769 und Konklave von 1774/75; während der Sedisvakanzen führte er jeweils die kirchlichen Amtsgeschäfte.
Rezzonico gehörte der Zelanti-Fraktion an und verteidigte die Gesellschaft Jesu gegen die Vorwürfe, die schließlich zur Aufhebung des Ordens führten. Nach der Besetzung Roms durch Frankreich im Jahr 1798 durfte er aufgrund seines schlechten Gesundheitszustands als einziger Kardinal in Rom bleiben. Er starb im Alter von 74 Jahren in Rom, nachdem er zwei Jahre lang bettlägerig war, und wurde in der Kirche San Marco beigesetzt.